# 东非造山运动

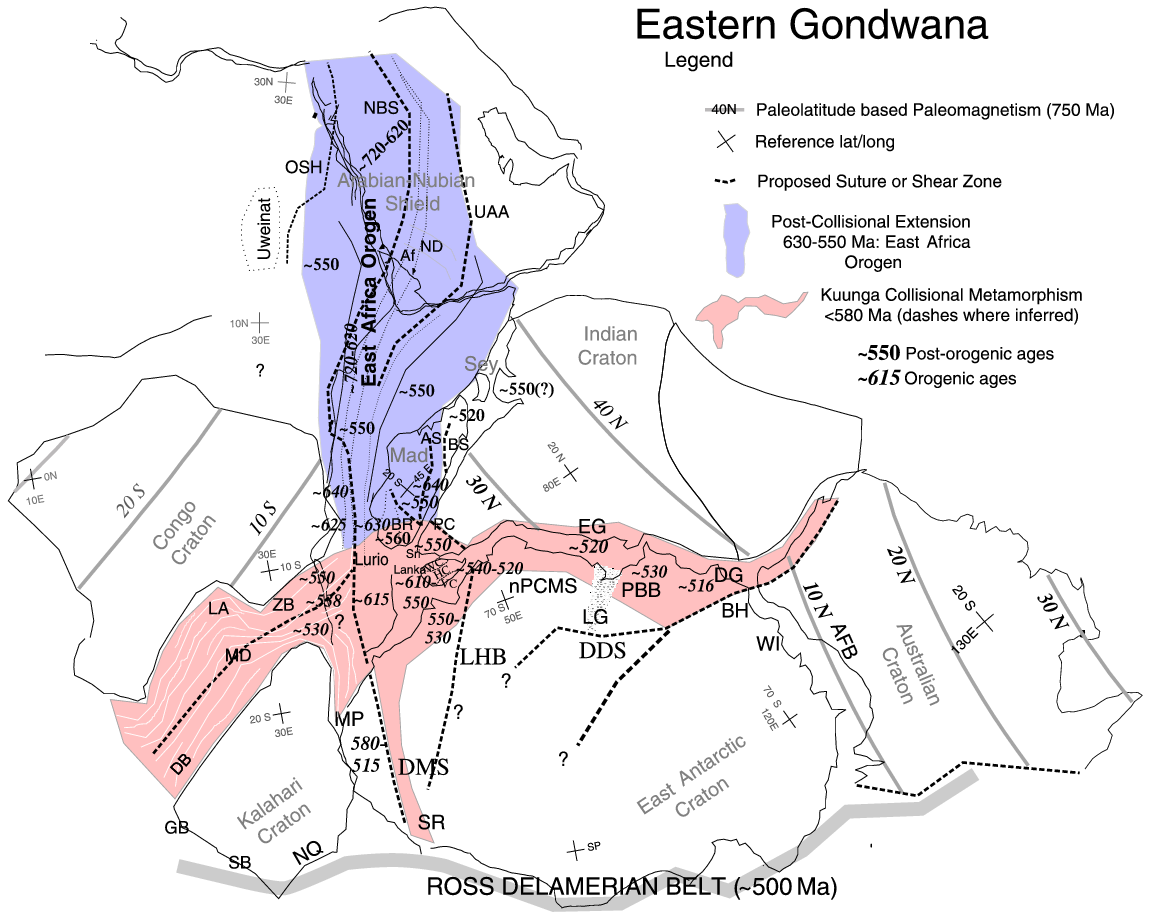
东非和库嘎造山带

东非造山运动 (EAO)是东西两块冈瓦纳大陆(澳洲–印度–南极洲与非洲–南美)沿莫桑比克带于新元古代拼合的主要阶段。:320–321, 324

## 冈瓦纳大陆的拼合
1980年代早期，麦克威廉姆斯首先提出了冈瓦纳大陆在晚前寒武纪期间由两个更古老的碎块沿泛非洲莫桑比克带拼合而来。十年后，这次合并被命名为东非造山运动，不过人们也同时认识到它的过程远比原来所想要复杂。先是几个零碎的曾组成罗迪尼亚超大陆的克拉通互相拼合，接着才是两大块陆地互相拼合，形成相对短命的冈瓦纳超大陆。
关于这次合并，有两个假说。其一，EAO从岛弧合并为主的增生运动在新元古代发展为碰撞造山运动，同时阿扎尼亚与刚果-坦桑尼亚-班韦乌卢板块于约640Ma相撞。其二，约750-530Ma的东冈瓦纳拼合过程分多个阶段，可将东非造山运动分为两个主要时期：早些的EAO(约750-620Ma)和更晚的库嘎造山运动(约570-530Ma)。在前者发生时，后者体现为两个同时发生的事件：分别是印度和澳-东南极、印度-阿扎尼亚的碰撞。另外，后一种情况的两个造山带在马达加斯加相交，是阿扎尼亚-印度碰撞的理论位置，库嘎造山运动的这一部分应被重新命名为马达加斯加造山运动。:256–257

## 侵蚀与寒武纪大爆发
东非造山运动最终形成了跨冈瓦纳山脉，有超过8000km长、1000km宽。这山系的沉积区也被称为冈瓦纳扇，在美国以约10km厚的沉积物覆盖了100000km2。沉积过程持续了超过2.6亿年，约550Ma的寒武纪大爆发就在这时发生。这些空前的沉积可能为早期动物的多样化提供了物质基础。
造山带受到的侵蚀猛烈到到奥陶纪就变成了埃塞俄比亚的夷平面。:33–64:287–296

## 新生代
新生代东非裂谷主要从东非的元古代裂谷前系统所遗留的复杂模式演化而来。:325它穿过坦桑尼亚克拉通东部的莫桑比克带。:106–108

## 资料
- Aulbach, S.; Rudnick, R. L.; McDonough, W. F.  478. 2011: 105–125  [6 January 2018]. ISBN 978-0-8137-2478-2. doi:10.1130/2011.2478(06). |journal=被忽略 (帮助)
- Collins, A. S.; Pisarevsky, S. A. . Earth-Science Reviews. 2005, 71 (3–4): 229–270. Bibcode:2005ESRv...71..229C. CiteSeerX 10.1.1.558.5911 . doi:10.1016/j.earscirev.2005.02.004.
- Collins, A. S.; Windley, B. F.  (PDF). The Journal of Geology. 2002, 110 (3): 325–339  [6 January 2018]. Bibcode:2002JG....110..325C. doi:10.1086/339535. hdl:2440/34282 .
- McWilliams, M. O.  4. 1981: 649–687. ISBN 9780444419101. doi:10.1016/S0166-2635(08)70031-8. |journal=被忽略 (帮助)
- Meert, J. G.  (PDF). Tectonophysics. 2003, 362 (1): 1–40  [6 January 2018]. Bibcode:2003Tectp.362....1M. doi:10.1016/S0040-1951(02)00629-7.
- Meert, J. G.; Lieberman, B. S. . Gondwana Research. 2008, 14 (1): 5–21. Bibcode:2008GondR..14....5M. S2CID 2814283. doi:10.1016/j.gr.2007.06.007.
- Nance, R. D.; Murphy, J. B.; Santosh, M. . Gondwana Research. 2014, 25 (1): 4–29. Bibcode:2014GondR..25....4N. doi:10.1016/j.gr.2012.12.026.
- Ring, U. . Tectonics. 1994, 13 (2): 313–326  [6 January 2018]. Bibcode:1994Tecto..13..313R. doi:10.1029/93TC03188.
- Squire, R. J.; Campbell, I. H.; Allen, C. M.; Wilson, C. J.  (PDF). Earth and Planetary Science Letters. 2006, 250 (1): 116–133  [11 September 2017]. Bibcode:2006E&PSL.250..116S. doi:10.1016/j.epsl.2006.07.032.
- Stern, R. J.  (PDF). Annual Review of Earth and Planetary Sciences. 1994, 22 (1): 319–351  [6 January 2018]. Bibcode:1994AREPS..22..319S. doi:10.1146/annurev.ea.22.050194.001535.